# Estación de Universidad (Cercanías Cádiz)
Universidad es una estación ferroviaria situada en el municipio español de Puerto Real, en la provincia de Cádiz, comunidad autónoma de Andalucía. Forma parte de la línea C-1a de Cercanías Cádiz. Fue inaugurada en abril de 2005.
Permite conectar con línea ferroviaria la ciudad de Puerto Real con el Campus de Puerto Real de la Universidad de Cádiz y el parque de Los Toruños.

## Situación ferroviaria
Se encuentra a pocos kilómetros de la Estación de Puerto Real, siendo la única estación con la que tiene conexión directa.

## Servicios ferroviarios

### Cercanías

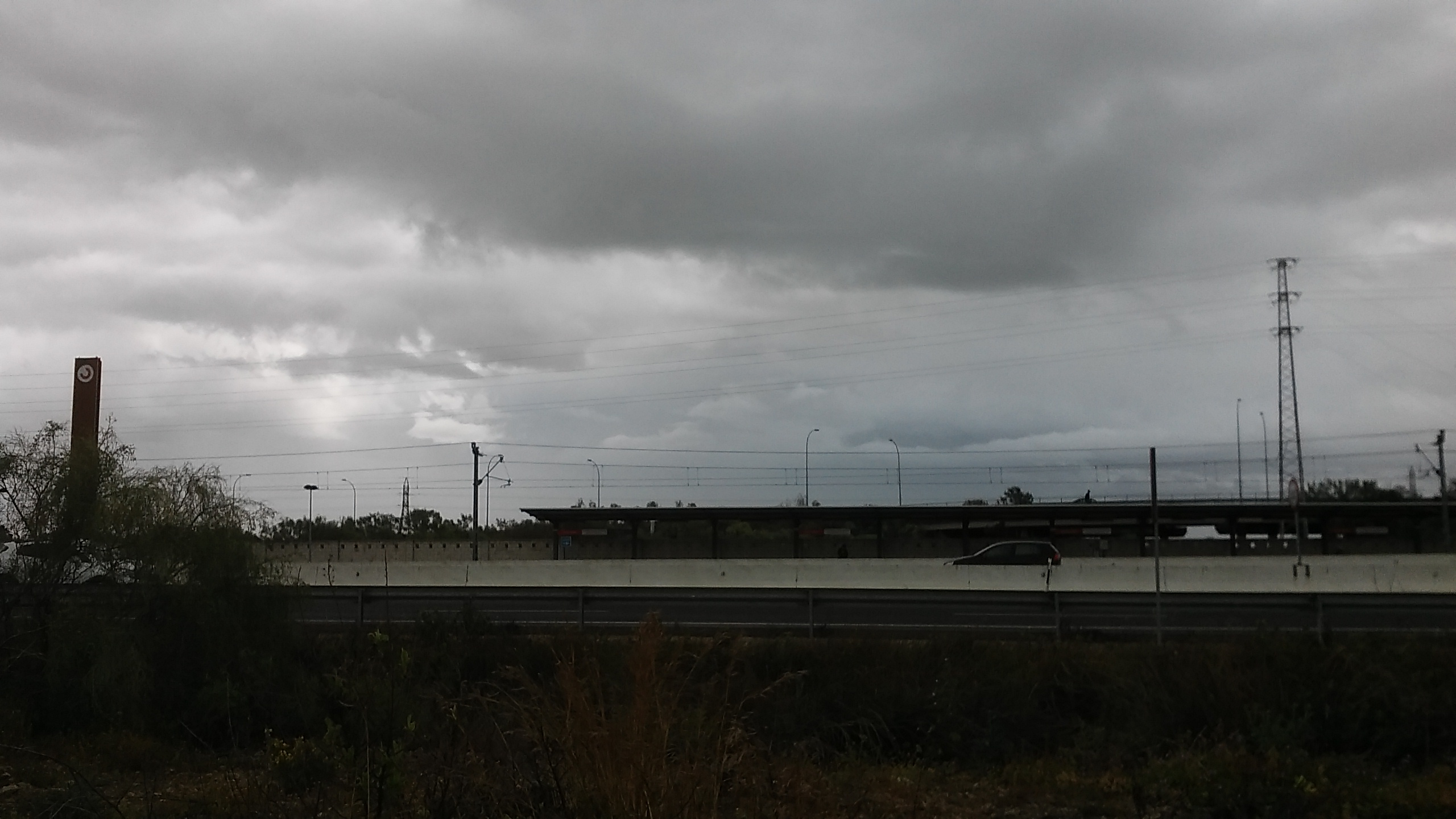
Estación desde el otro lado de la carretera

La estación está integrada en la línea C-1a de la red de Cercanías Cádiz, conectando con diversos trenes de la línea principal de Cercanías C-1 incluyendo trenes directos desde la estación de Jerez
| procedencia/destino | < estación | Línea | estación > | destino/procedencia |
| ------------------- | ---------- | ----- | ---------- | ------------------- |
| Las Aletas          | Las Aletas |       | Terminal   | Terminal            |